# UTC+13:45
UTC+13:45 je vremenska zona.

## Kao standardno vreme samo zimi (na južnoj hemisferi)
- Novi Zeland
  - Čatemska ostrva